# Bergwijkpark

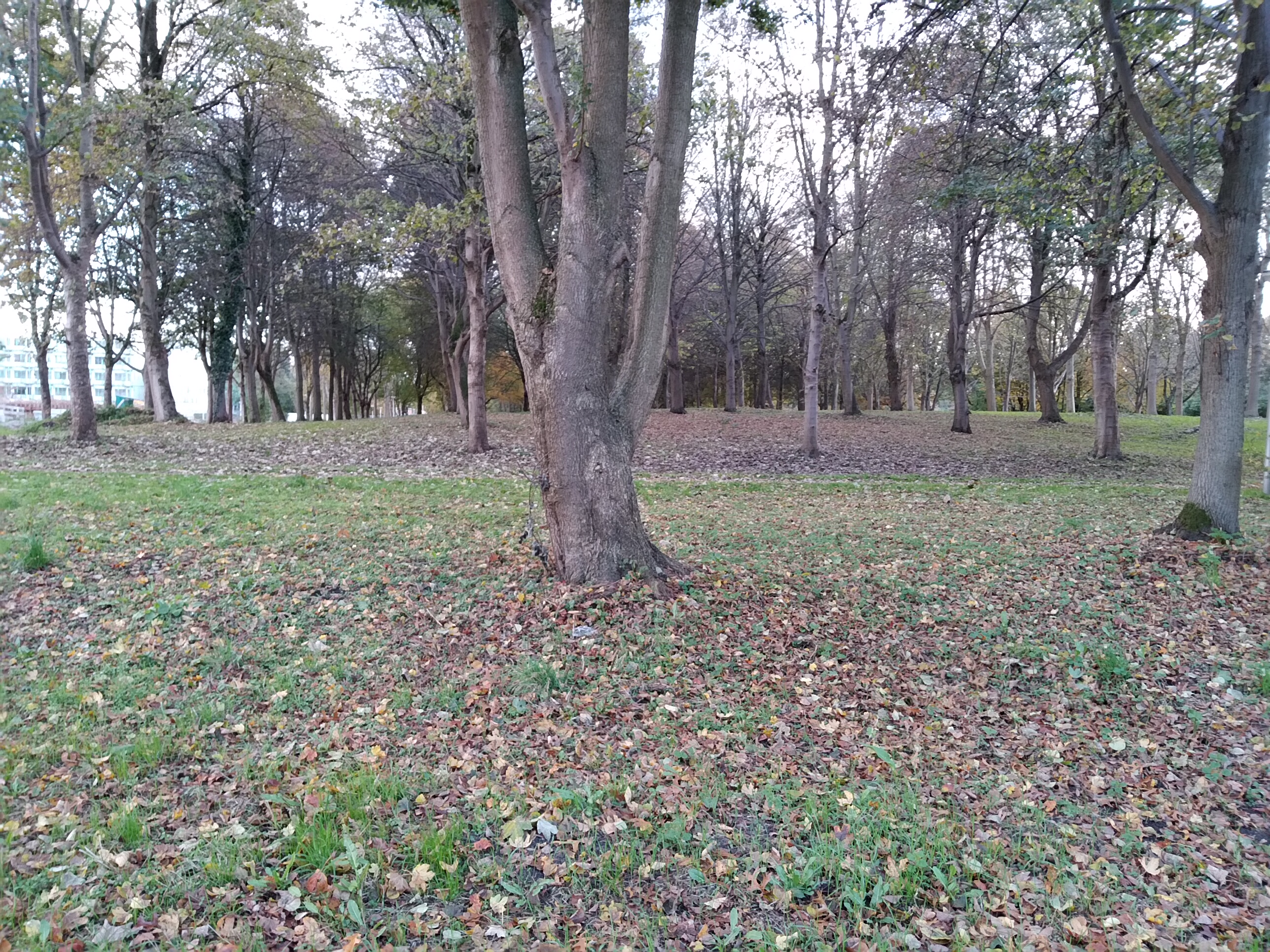
Bergwijkpark (het park) (november 2021)

Het Bergwijkpark is een park, kantorenpark en woonwijk in de Nederlandse plaats Diemen (provincie Noord-Holland). Het park ligt in het zuiden van de gemeente en grenst in het westen en zuiden aan Amsterdam-Zuidoost. Het park wordt omsloten door de Dalsteindreef met het station Diemen Zuid, de Bergwijkdreef, de Daalwijkdreef en de Gooiseweg. Het park bestaat uit twee gedeelten: in het noorden een tweetal kantorenparken waarvan één later tevens woonwijk werd, en in het zuiden een natuurpark. 

## Geschiedenis
Oorspronkelijk maakte het gebied deel uit van de Venserpolder die vroeger een veel grotere omvang had dan tegenwoordig.  
In de 17de eeuw werd de Venserpolder aangelegd als drooglegging van een drassig gebied zodat het bewoond kon worden en er veeteelt plaats kon vinden. Deze veeteelt diende de voedselvoorziening van de stad Amsterdam. Ten noorden van de polder lag de Diemermeerpolder en ten zuiden de Bijlmermeerpolder. De polder werd omsloten door de Rijksstraatweg van Duivendrecht naar Abcoude, de Weespertrekvaart en de ringsloot om de Bijlmermeer. De Venser was een vrij brede sloot die langs het vrachtspoor liep dat de Rijksstraatweg kruiste.
Voor het gebied werd in 1959 een structuurplan opgesteld in samenhang met Amsterdam, Weesperkarspel, Ouder-Amstel en Nieuwer-Amstel. Het gebied werd aangewezen als vestigingsplaats voor voornamelijk kantoren en werd in de jaren tachtig en negentig ontwikkeld. Het kantorengebied Bergwijkpark werd onderverdeeld in twee gebieden gescheiden door de Gooiseweg. De eerste kantoren verschenen ten oosten van de Gooiseweg en het gebied kreeg de naam Bergwijkpark Noord alhoewel het ten oosten van het later gebouwde Bergwijkpark Zuid ligt dat door de latere bouw van uitstraling verschilt.

## Heden
Omdat in het Bergwijkpark Noord de leegstand was opgelopen tot 90% heeft de gemeente in 2007 besloten de kantoren te transformeren tot een woon-werkgebied. Een deel van de kantoren is of wordt gesloopt en vervangen door nieuwe vrije sector huur en koopwoningen terwijl een ander deel van de kantoren wordt getransformeerd naar een andere bestemming. Omdat er in Diemen geen erfpacht bestaat en alle gebouwen op eigen grond staan zijn de kosten veel lager dan in Amsterdam. De nieuwe woon- en werkwijk heeft de naam  Holland Park gekregen en in een aantal voormalige kantoren bevindt zich al de Campus Diemen Zuid. Ook staat in het park de Hogeschool In Holland. 
In het Bergwijkpark Zuid is de leegstand beperkt en dit gedeelte van het park blijft daarom een kleinschalig kantorengebied. 
Het zuidelijk gedeelte van het park omsloten door het Waterhoenpad, Roerdomppad, Zilvermeeuwpad en Reigerpad blijft een parkgebied met groen, waterpartijen met bruggetjes, fiets en wandelpaden en bankjes. 